# 1992 en Belgique
Chronologie de la Belgique
- 1988
- 1989
- 1990
- 1991
- 1992
- 1993
- 1994
- 1995
- 1996

Cette page recense des événements qui se sont produits durant l'année 1992 en Belgique.

## Chronologie

### Février 1992
- 7 février : les ministres des Affaires étrangères, Mark Eyskens, et des Finances, Philippe Maystadt, signent le traité de Maastricht.

### Mars 1992
- 7 mars : prestation de serment du gouvernement Dehaene I, composé de socialistes et démocrates-chrétiens menés par Jean-Luc Dehaene (CVP).

## Culture

### Littérature
- Prix Victor-Rossel : Jean-Luc Outers, Corps de métier.

## Sciences
- Prix Francqui : Géry van Outryve d'Ydewalle (psychologie, KULeuven).

## Naissances
- 11 mai : Thibaut Courtois, joueur de football.

## Statistiques
- Population totale au 1er janvier 1992 : 10 021 997 habitants[1].